# Lithocarpus oblanceolatus
Lithocarpus oblanceolatus C.C.Huang & Y.T.Chang – gatunek roślin z rodziny bukowatych (Fagaceae Dumort.). Występuje naturalnie w Chinach – zachodniej części Syczuanu. 

## Morfologia
PokrójZimozielone drzewo dorastające do 15 m wysokości.
LiścieBlaszka liściowa jest skórzasta i ma kształt od podługowatego do lancetowatego. Mierzy 15–30 cm długości oraz 4–7 cm szerokości, jest całobrzega, ma klinową lub zbiegającą po ogonku nasadę i spiczasty wierzchołek. Ogonek liściowy jest nagi i ma 20–30 mm długości.
OwoceOrzechy o stożkowatym kształcie, dorastają do 24–30 mm długości i 18–28 mm średnicy. Osadzone są pojedynczo w miseczkach w kształcie kubka, które mierzą 5–8 mm długości i 15–30 mm średnicy. Orzechy otulone są w miseczkach do 35% ich długości.

## Biologia i ekologia
Rośnie w wiecznie zielonych lasach. Występuje na wysokości około 2000 m n.p.m. Kwitnie od lipca do sierpnia, natomiast owoce dojrzewają od sierpnia do września.